# سید علیرضا موسوی
سید علیرضا موسوی (زاده ۴ اردیبهشت ۱۳۶۹، مبارکه) بازیکن هندبال ایرانی است که در پست خط‌زن برای باشگاه دینامو بخارست رومانی و تیم ملی هندبال ایران بازی می‌کند.

## حضور در تیم ملی ایران
موسوی در چهار دورهٔ مسابقات قهرمانی مردان آسیا حضور داشت و در سال ۲۰۱۴ مدال برنز را به همراه تیم ایران کسب کرد. موسوی در مسابقات قهرمانی جهان در سال ۲۰۱۵ و مسابقات قهرمانی آسیا در سال ۲۰۱۶ نیز عضو تیم ملی بود.

### مسابقات بین‌المللی
قهرمانی آسیا
- بیروت ۲۰۱۰[۶]
- جده ۲۰۱۲[۷]
- منامه ۲۰۱۴ –  مدال برنز
- منامه ۲۰۱۶

بازی‌های آسیایی
- دوحه ۲۰۱۴[۸]

قهرمانی جهان
- دوحه ۲۰۱۵